# Giuseppe Morosi
Giuseppe Morosi (Agliana, 12 febbraio 1942) è un ex calciatore italiano, di ruolo centrocampista.

## Carriera
Ha esordito in Serie A diciannovenne a Torino il 10 giugno 1961 nella storica disfatta Juventus-Inter (9-1), ha poi giocato in Serie B con Reggiana e Salernitana, in Serie C con Fanfulla e Ravenna, in Serie D con il Poggibonsi dove ha chiuso la carriera.

## Palmarès

### Club

#### Competizioni nazionali
- Serie C: 1

Salernitana: 1965-1966